# سایوز۸

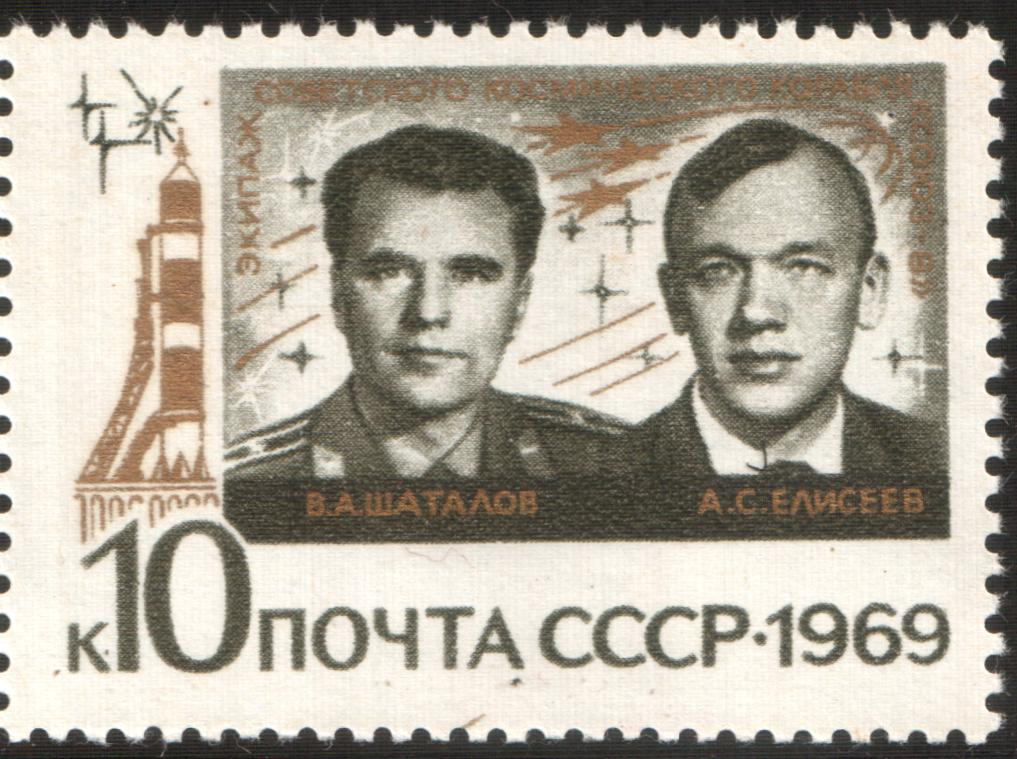
تصاویر فضانوردان روی تمبر

سایوز-۸ (به روسی: Союз ۸) (به معنای اتحاد ۸) بخشی از یک مأموریت مشترک با سایوز-۶ و سایوز-۷ بود که توسط سازمان فضایی شوروی به فضا پرتاب شد. سایوز-۸ قرار بود به فضاپیمای سایوز-۷ متصل شده و سپس این دو فضاپیما منتظر اتصال سایوز-۶ باشند که بدین ترتیب ۷ فضانورد روسی همزمان در مدار بچرخند. البته سیستم ترازیابی فضایی هر سه فضاپیما با مشکل مواجه شد و هیچ‌کدام از فضاپیماها نتوانستند ترازیابی و اتصال را برقرار کنند و این بخش از مأموریت با شکست مواجه شد.

## خدمه مأموریت
| شماره | نام              | ملیت               | تعداد پرواز | نقش عملیاتی | تصویر |
| ۱     | ولادیمیر شاتالوف | اتحاد جماهیر شوروی | ۲           | فرمانده     |       |
| ۲     | الکسی یلیسیف     | اتحاد جماهیر شوروی | ۲           | مهندس پرواز |       |